# Fédération marocaine des sports athlétiques
La Fédération marocaine des sports athlétiques (FMSA) (en arabe: الجامعة المغربية للأنشطة الرياضية) est une ancienne fédération sportive marocaine multisports (considérée comme la toute 1re fédération sportive au Maroc). Créée en 1913 d'après le dahir chérifien du 1er février 1913.
Depuis 1959, la FMSA s'est remplacée par le Comité national olympique marocain sous l'impulsion d'Abdelkrim Benjelloun Touimi.

## Histoire
La Fédération marocaine des sports athlétiques s'est créée donc pour la gestion et conduite d'organe sportive en Empire chérifien. Historiquement, elle est la 1re fédération sportive fondée au Maroc; créée en 1913 d'après le dahir chérifien du 1er février 1913. Une deuxième assemblée avait lieu le 30 décembre, toujours à Casablanca.

## Rôles

### Organisation
La FMSA avait plusieurs ligues sportives membres qui regroupait les équipes nationales et les différents clubs sportifs :
La LMAA : Ligue du Maroc d'Athlétisme Association
La LMAA : Ligue du Maroc d'Aviron Association
La LMBA : Ligue du Maroc de Basketball Association
La LMBA : Ligue du Maroc de Boxe Association
La LMCA : Ligue du Maroc de Cyclisme Association
La LMDA : Ligue du Maroc de Dames Association
La LMEA : Ligue du Maroc d'Échecs Association
La LMEA : Ligue du Maroc d'Escrime Association
La LMFA : Ligue du Maroc de Football Association
La LMGA : Ligue du Maroc de Gymnastique Association
La LMGA : Ligue du Maroc de Golf Association
La LMHA : Ligue du Maroc d'Haltérophilie Association
La LMHA : Ligue du Maroc de Handball Association
La LMHA : Ligue du Maroc de Hockey Association
La LMJA : Ligue du Maroc de Jeu de paume Association
La LMKA : Ligue du Maroc de Kayak-polo Association
La LMLA : Ligue du Maroc de Lutte Association
La LMMA : Ligue du Maroc de Motonautisme Association
La LMNA : Ligue du Maroc de Natation Association
La LMPA : Ligue du Maroc de Pentathlon moderne Association
La LMQA : Ligue du Maroc de Quilles de neuf Association
La LMRA : Ligue du Maroc de Rugby Association
La LMSA : Ligue du Maroc de Sport-boule Association
La LMSA : Ligue du Maroc de Sport-mécanique Association
La LMTA : Ligue du Maroc de Tennis Association
La LMTA : Ligue du Maroc de Tir Association
La LMTTA : Ligue du Maroc de Tennis de Table Association
La LMUA : Ligue du Maroc de Unifight Association
La LMVA : Ligue du Maroc de Volleyball Association

### Les compétitions
La FMSA avait l'habitude d'organiser plusieurs compétitions sportifs omnisports dont par exemple les événements de La Casablancaise.